# Atbaszy (góry)

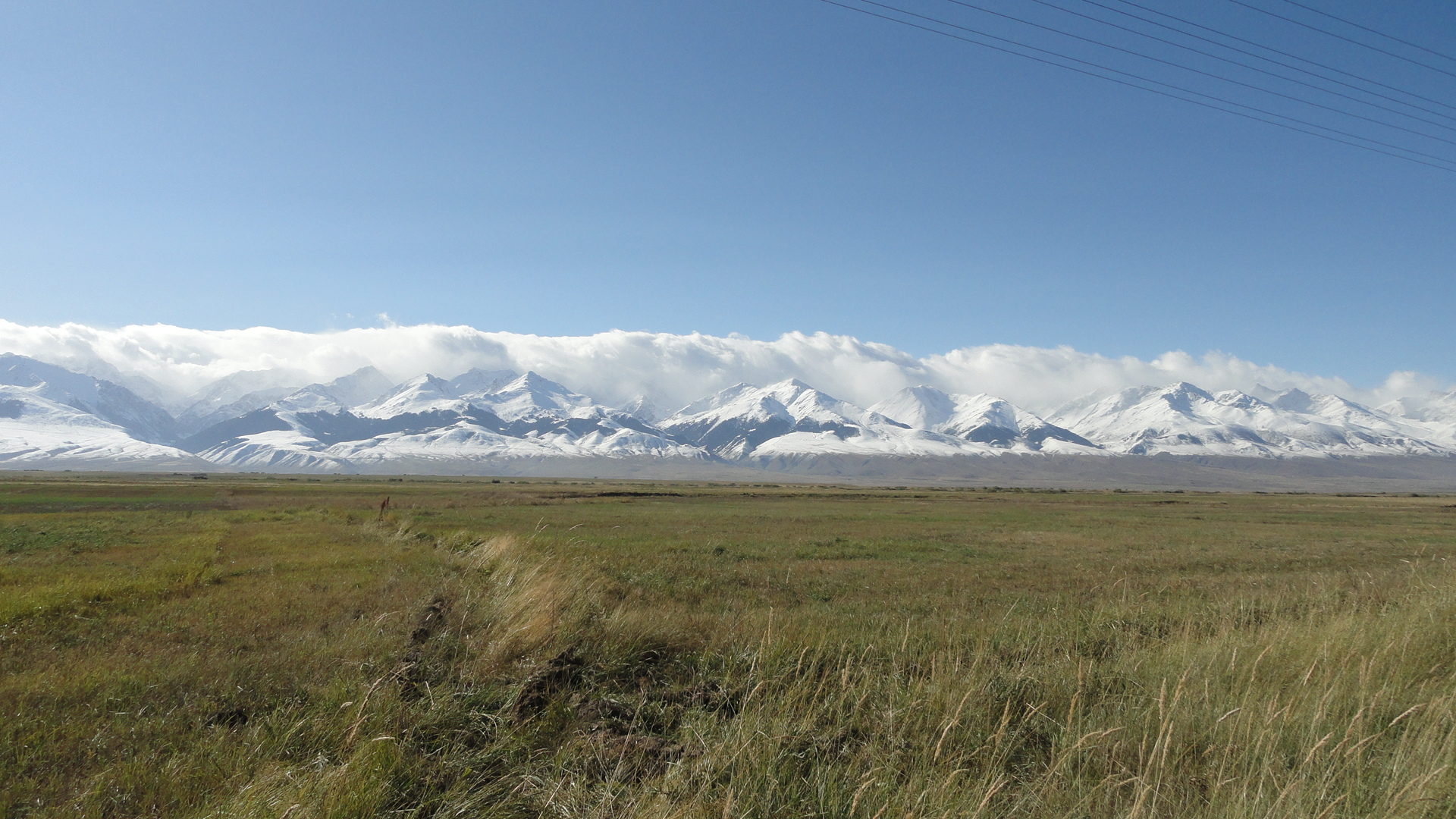
Widok na Atbaszy ze stepu

Atbaszy (kirg.: Атбашы кырка тоосу, Atbaszy kyrka toosu; ros.: Атбаши) – pasmo górskie w Tienszanie, w południowym Kirgistanie, pomiędzy rzekami Atbaszy i Aksaj, rozciągające się na długości ok. 135 km. Najwyższy szczyt osiąga 4786 m n.p.m. Pasmo zbudowane z paleozoicznych łupków metamorficznych, wapieni i piaskowców, w niektórych miejscach ze skał magmowych (granit, sjenit). Występują lodowce górskie. Dominuje krajobraz wysokogórski.